# Tomáš Koubek
Tomáš Koubek (26 d'agost de 1992) és un porter professional txec que juga actualment pel Slovan Liberec. Va fer el seu debut a la lliga txeca en una victòria 2 a 1 contra el Mladá Boleslav el 30 d'abril de 2011.

## Carrera internacional
A l'octubre de 2015 Koubek va ser convocat a la selecció absoluta del seu país per la classificació de la Campionat d'Europa de futbol 2016 contra els Països Baixos.